# سرنجیانه سفلی
سرنجیانه سفلی، روستایی از توابع بخش مرکزی شهرستان سنندج در استان کردستان ایران است.

## جمعیت
این روستا در دهستان نران قرار دارد و براساس سرشماری مرکز آمار ایران در سال ۱۳۸۵، جمعیت آن ۶۰۹ نفر (۱۴۲خانوار) بوده‌است.